# Iešjávri
Iešjávri er den 15. største sø i Norge, og den ligger i kommunerne Alta, Kautokeino og Karasjok i Troms og Finnmark fylke. Søen er fylkets største, og har en længde på over 13 km fra nord til syd, og har en maksimumdybde på 14 m og en gennemsnitlig dybde på 4 meter. Den har afløb i elven Iešjohka, som løber mod syd til elven Kárášjohka og er en del af Tanaelvens afvandingsområde.
Navnet er samisk og betyder Storsøen.